# Acarnus erithacus
Acarnus erithacus är en svampdjursart som beskrevs av de Laubenfels 1927. Acarnus erithacus ingår i släktet Acarnus och familjen Acarnidae. Inga underarter finns listade i Catalogue of Life.